# العربية الإندونيسية
العربية الإندونيسية هي مجموعة من اللهجات العربية المستخدمة في إندونيسيا. يتحدث عمومًا أحفاد العرب والسانتري الذين يدرسون العربية في المدارس الإسلامية أو بيسنترين العربية في إندونيسيا. هذه اللغة عمومًا لديها فواصل كلمات من اللغات المحلية في إندونيسيا في استخدامها وفقًا للمنطقة التي يتحدث فيها هذه اللغة.

## التاريخ
من منظور تاريخي، كانت اللغة والثقافة العربية معروفة منذ وصول الإسلام إلى نوسانتارا، وهذا يعني قبل استقلال إندونيسيا بفترة طويلة، كانت العربية معروفة بالفعل من قبل السكان المحليين. إذا تم تتبع العلاقة بين العربية والإسلام في أرخبيل، كان للثقافة العربية والإسلامية تأثير كبير على حياة الناس في نوسانتارا، على سبيل المثال من حيث اللغة المستخدمة في المجتمع اليومي.
حدث تطور اللغة العربية بسبب استقرار قوافل التجارة العربية والفرس في إندونيسيا لفترة طويلة. يُعتقد أن اللغة والأدب العربي كانا موجودين في هذا الأرخبيل منذ القرنين 7-8 الميلادي وبدأت تتطور بسرعة في القرنين 9-12 الميلادي (هذه النظرية مدعومة من قبل هامكا، فان لور وتوماس أرنولد).

## الاستخدامات
يستخدم نسل عرب والسانتري عمومًا اللغة العربية المتحدث بها في إندونيسيا. هذه اللغة فريدة من نوعها، وهي خليط من المفردات من العربية والإندونيسية وكذلك لغات إقليمية أخرى. يُستخدم هذه اللغة عمومًا في أماكن التعليم الإسلام أو المدارس الإسلامية والقرى التي يقطنها أشخاص من أصول عربية أو يطلق عليها اسم كامبونج عرب.
يتحدث العربية في إندونيسيا عمومًا أحفاد العرب في بوكور (إمبانج وسيساروا)، سورابايا (أمبيل)، بانكالان (كمال)، جاكرتا (كوجا)، جريسيك، بيكالونغان، كيدري، باسوروان، بوندووسو وكذلك مناطق سكنية عربية أخرى في إندونيسيا.